# Vanderlei Luxemburgo
Vanderlei Luxemburgo da Silva (ur. 10 maja 1952 w Nova Iguaçu) – brazylijski trener piłkarski, piłkarz.

## Kariera
Karierę piłkarską rozpoczął w Botafogo. Grał również we Flamengo, Internacionalu oraz młodzieżowej reprezentacji Brazylii (w latach 1973–1974). W 1980 musiał zakończyć czynne uprawianie sportu z powodu kontuzji kolana.
Jako trener, z czterema klubami aż pięć razy wywalczył mistrzostwo Brazylii – z Palmeiras w 1993 i 1994 roku, z Corinthians w 1998 roku, z Cruzeiro w 2003 roku i ostatnio (w 2004) z Santosem FC. Był selekcjonerem reprezentacji Brazylii w latach 1998–2000, zdobywając z „Canarinhos” Copa America w 1999 roku. Równolegle prowadził brazylijską reprezentację młodzieżową, z którą pożegnał się po Igrzyskach Olimpijskich w Sydney, gdzie młodzi adepci piłkarskiej samby nie odnieśli oczekiwanego sukcesu, przegrywając w ćwierćfinale z Kamerunem. „Jego siła woli, aby wygrywać jest porażająca.” – tak mówił o nim jeden z trenerów reprezentacji z kraju kawy, Carlos Alberto Parreira.

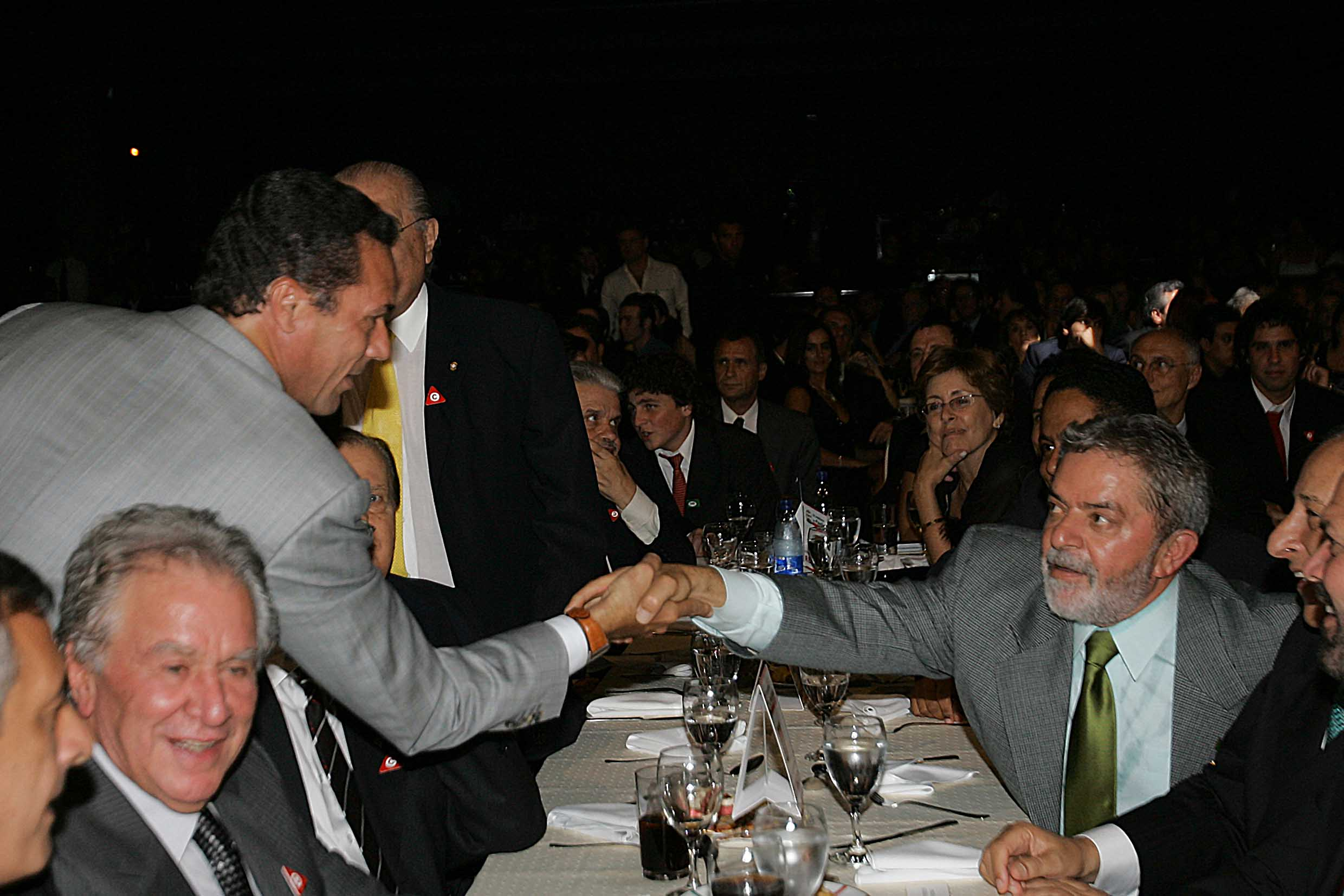
Vanderlei Luxemburgo (z lewej) witający się z prezydentem Brazylii Lulą

W 2000 roku Luxemburgo był także zamieszany w aferę dotyczącą kwestii finansowych w brazylijskim futbolu. Sprawą zajmował się nawet parlament Brazylii, ale po kilku miesiącach dochodzenie zostało umorzone. Trener mógł wtedy spokojnie wrócić do pracy w roli szkoleniowca. Po niezwykle udanym debiucie trenerskim w „galaktycznym” Realu Madryt media nadały mu przydomek De Luxe. W grudniu 2005, po roku pracy z hiszpańskim klubem, został zwolniony (zajął drugie miejsce w lidze hiszpańskiej na koniec sezonu 2004-05), by miesiąc później po raz kolejny podjąć pracę w Santosie FC docierając z nim do półfinału rozgrywek Copa Libertadores 2007. W tym samym sezonie wywalczył też wicemistrzostwo Brazylii.
W grudniu 2007 roku został trenerem Palmeiras wygrywając mistrzostwo stanu São Paulo oraz zajmując czwarte miejsce w lidze brazylijskiej. W czerwcu 2009 klub rozwiązał z nim umowę podając jako przyczynę kwestionowanie i nierespektowanie klubowej hierarchii (trener m.in. skrytykował dyrekcję za transfer Keirrisona do Barcelony). Krótko po tym ponownie znalazł zatrudnienie w Santosie, ale z powodu słabych wyników stracił pracę z końcem sezonu.
Od początku 2010 do września tego samego roku prowadził Atlético Mineiro, jednak brak rezultatów i zagrożenie spadkiem drużyny do II ligi zmusiły dyrekcję klubu do zwolnienia Luxemburgo. Niedługo po tym został szkoleniowcem CR Flamengo, podpisując z klubem kontrakt do końca 2012 roku.
W sezonie 2011 zdobył mistrzostwo stanu Rio de Janeiro, a w lidze brazylijskiej zajął 4. miejsce, awansując do Copa Libertadores 2012. Konflikt z Ronaldinho, któremu zarzucał nieprzestrzeganie klubowych zasad, oraz dyrekcją akceptującą zachowanie piłkarza spowodował, że na początku sezonu 2012 (2 lutego) został zwolniony. Niespełna trzy tygodnie później podjął pracę w Grêmio, z którym wiąże go kontrakt do końca roku 2012.
Od ponad 25 lat jest żonaty z Josefą. Mają trzy córki: Valeskę, Vanessę i Vanusę. Od maja 2023 roku trener Corinthiansu São Paulo, który prowadził już w 1998 i 2001 roku. To powrót na stanowisko trenera tej drużyny po 22 latach.